# Doplňovací volby do Senátu Parlamentu České republiky 2020

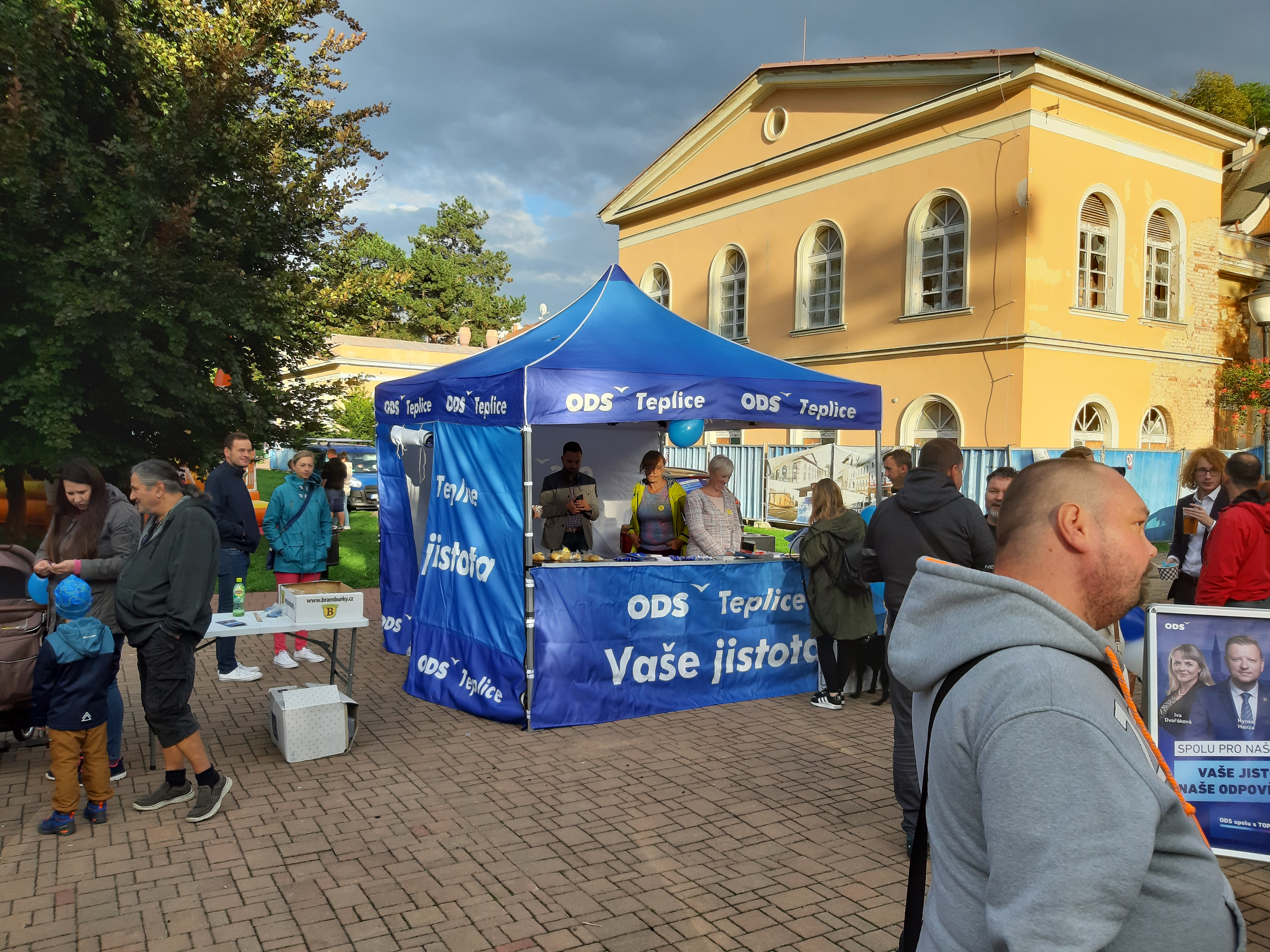
Předvolební mítink teplické ODS proběhl 19. září 2022

Doplňovací volby do Senátu Parlamentu České republiky se v roce 2020 konaly ve volebním obvodu č. 32 – Teplice. První kolo se uskutečnilo 5. a 6. června, druhé kolo následně 12. a 13. června. Konaly se z důvodu úmrtí senátora Jaroslava Kubery (ODS), který byl zvolen ve volbách v roce 2018 a jehož mandát trval do roku 2024.
Prezident republiky Miloš Zeman vyhlásil doplňovací volby původně na 27. a 28. března 2020. V důsledku probíhající pandemie covidu-19 však tento termín na mimořádném zasedání vláda Andreje Babiše 15. března téhož roku v souvislosti s rozhodnutím o zákazu volného pohybu osob odložila na neurčito. Nejvyšší správní soud nicméně její rozhodnutí o odložení hlasování označil za paakt nevyvolávající žádné právní následky, jelikož vláda zde jednala zcela mimo svou pravomoc i působnost. Registrace kandidátů ale zůstala v platnosti a prezident poté první kolo doplňovacích voleb stanovil na 5. a 6. června 2020.
Vzhledem k probíhající pandemii covidu-19 vydalo ministerstvo vnitra směrnici s návodem, jak mají volby probíhat. Volební účast v prvním kole dosáhla 15,79 %. Do druhého kola postoupila dvojice kandidátů Hynek Hanza (ODS) a Zdeněk Bergman (nestr. za SEN 21). Ve druhém kole byla volební účast pouze 9,26 % a zvítězil v něm stejně jako v prvním kole Hynek Hanza, když získal 57,17 % hlasů.

## Kandidáti a výsledky
Výsledky voleb:
| Kandidát | Kandidát                                        | Volební strana | Navrhující strana | Politická příslušnost | Počet hlasů (1. kolo) | % hlasů (1. kolo) | Počet hlasů (2. kolo) | % hlasů (2. kolo) |
| -------- | ----------------------------------------------- | -------------- | ----------------- | --------------------- | --------------------- | ----------------- | --------------------- | ----------------- |
|          | Bc. Hynek Hanza                                 | ODS            | ODS               | ODS                   | 4 663                 | 29,73             | 5 302                 | 57,17             |
|          | RNDr. Zdeněk Bergman                            | SEN 21         | SEN 21            | BEZPP                 | 3 475                 | 22,15             | 3 972                 | 42,82             |
|          | Oldřich Bubeníček                               | KSČM           | KSČM              | KSČM                  | 2 567                 | 16,36             | —                     | —                 |
|          | Mgr. Zuzana Schwarz Bařtipánová                 | ANO            | ANO               | ANO                   | 1 535                 | 9,78              | —                     | —                 |
|          | Jana Syslová                                    | STAN           | STAN              | STAN                  | 1 055                 | 6,72              | —                     | —                 |
|          | Mgr. Zbyněk Šimbera                             | ČSSD           | ČSSD              | ČSSD                  | 913                   | 5,82              | —                     | —                 |
|          | Ing. Bohumil Ježek                              | SPD            | SPD               | SPD                   | 765                   | 4,87              | —                     | —                 |
|          | Ing. Mgr. MBA Zdeněk Pešek                      | Trikolora      | Trikolora         | Trikolora             | 551                   | 3,51              | —                     | —                 |
|          | PhDr. ThDr. Mgr. Ph.D. Eugen Sigismund Freimann | Rozumní        | Rozumní           | BEZPP                 | 160                   | 1,02              | —                     | —                 |

Odmítnuté kandidatury:
- Jan Vondrouš (ČSNS) – kandidaturu zamítl magistrát Teplic z důvodu, že za navrhující subjekt nejednala osoba zapsaná v rejstříku politických stran.[10] Administrativně mu bylo přiděleno číslo 7.[11]

Stažené kandidatury:
- Tomáš Tožička (za Piráty) – jeho kandidatura byla stažena na popud předsednictva Pirátů kvůli jeho nevhodným výrokům na sociálních sítích.[12] Ke stažení kandidatury došlo až po vytisknutí hlasovacích lístků.[11][13]